# Combretum rochetianum
Espèce
Statut de conservation UICN

 VU (needs updating) A1c+2c : Vulnérable
Synonymes
- Combretum ankolense Bagsh.[2]
- Combretum boehmii Engl.[2]
- Combretum dekindtiana Engl.[2]
- Combretum ellipticum Sim[2]
- Combretum ferrugineum A.Rich.[2]
- Combretum galpinii Engl. & Diels[2]
- Combretum hobol Engl. & Diels[2]
- Combretum insculptum Engl. & Diels[2]
- Combretum lepidotum A.Rich.[2]
- Combretum microlepidotum Engl.[2]
- Combretum nyikae Engl.[2]
- Combretum obtusatum Engl. & Diels[2]
- Combretum petitianum A.Rich.[2]
- Combretum quartinianum A.Rich.[2]
- Combretum rochetianum A.Rich. ex A.Juss.[2]
- Combretum schelei Engl.[2]
- Combretum tenuispiscatum Engl.[2]
- Combretum ulugurense Engl. & Diels[2]
- Combretum velutinum DC.[2]
- Combretum welwitschii Engl. & Diels[2]
- Terminalia hirta Steud. ex A.Rich.[2]

Combretum rochetianum est une espèce de plantes à fleurs du genre Combretum de la famille des Combretaceae originaire d'Afrique.

## Répartition
Cette espèce est présente en Érythrée, en Éthiopie et au Soudan.